# Göteborgs Kvinnliga IK
Göteborgs Kvinnliga IK är en idrottsklubb grundad 1927 i Göteborg i Sverige. Föreningen är en damförening och har framför allt varit verksam inom tre sporter: friidrott, handboll och basket.
Friidrotten har varit största verksamhet och är så än i dag. Föreningen började med knappa resurseroch svag ekonomi men växte och utvecklades. Under 1960-talet hade friidrotten sin storhetsperiod. På SM i friidrott vann man "Standaret", priset som bästa förening 14 år i rad till 1972. Största profil var Karin Wallgren-Lundgren som var sprinter. Klubben har haft många profiler ett urval: Ingrid Almqvist "Pyret", Wivianne Bergh-Freiwald. 
Även i handboll har föreningen varit framgångsrik och spelat 11 säsonger i allsvenskan för damer. Det var åren 1974-1986,  med undantag av 1977/1978 då man spelade i division 2. Bästa placeringen i elitserien nådde man 1980/1981 då man kom trea. I slutspelet förlorade man mot IF Skade i tre matcher, där den tredje avgjordes med uddamål efter förlängning. Bland bemärkta spelare främst Britt Forsell. 2016/17 är handbollen vilande inom GKIK. 
Man har också verksamhet inom basket, men inte på någon högre nivå.

### Fotnoter
1. ↑  ”Historia | Göteborgs Kvinnliga Idrottsklubb | Göteborg”. GKIK. https://www.gkik.se/historia. Läst 16 oktober 2023.
2. ↑  Marie Nyberg; artikeln ”Slottsskogsvallen”. i tidningen Vårt Göteborg. den14 juni 2006. Läst 5 januari 2017.
3. ↑  ”Placeringar i högsta serien”. Handbollboken. 2016-2017. sid. 207
4. ↑  ”Året som gick”. Handbollboken. 1981-1982. sid. 75